# 830'erne f.Kr.
Århundreder: 10. århundrede f.Kr. – 9. århundrede f.Kr. – 8. århundrede f.Kr.
Årtier: 880'erne f.Kr. 870'erne f.Kr. 860'erne f.Kr. 850'erne f.Kr. 840'erne f.Kr. – 830'erne f.Kr. – 820'erne f.Kr. 810'erne f.Kr. 800'erne f.Kr. 790'erne f.Kr. 780'erne f.Kr.
År: 839 f.Kr. 838 f.Kr. 837 f.Kr. 836 f.Kr. 835 f.Kr. 834 f.Kr. 833 f.Kr. 832 f.Kr. 831 f.Kr. 830 f.Kr.

## Begivenheder
- 836 f.Kr. – Shalmaneser III af Assyrien leder en ekspedition mod Tabarenerne
  - Borgerkrigen i Egypten bryder ud.
- 830 f.Kr. – Kong Baal-Eser II af Tyrus' regeringstid ender.